# Dolichoris beddomei
Dolichoris beddomei är en stekelart som först beskrevs av Priyadarsanan och Abdurahiman 1994.  Dolichoris beddomei ingår i släktet Dolichoris och familjen fikonsteklar. Inga underarter finns listade i Catalogue of Life.